# Diana Reyes
Diana Reyes (3 febbraio 1993) è una pallavolista portoricana, centrale delle Criollas de Caguas.

## Carriera

### Club
La carriera di Diana Reyes inizia nel settore giovanile delle Criollas de Caguas, franchigia che la fa esordire in Liga de Voleibol Superior Femenino nella stagione 2010: vi resta legata per sette annate consecutive, nel corso delle quali vince quattro scudetti su cinque finali disputate e viene premiata come rising star della Liga de Voleibol Superior Femenino 2013.
Dopo aver interrotto la propria carriera per maternità, torna in campo nella stagione 2017-18, ingaggiata nella Liga Nacional Superior de Voleibol peruviana dallo Sporting Cristal, facendo in seguito ritorno in patria  per la Liga de Voleibol Superior Femenino 2019, sempre con le Criollas de Caguas: si aggiudica il suo quinto scudetto e viene premiata come miglior ritorno nel torneo. 
Si laurea per la sesta volta campionessa portoricana al termine della Liga de Voleibol Superior Femenino 2021, giocando sempre per le Criollas de Caguas, mentre nel campionato 2021-22 fa la sua seconda esperienza all'estero, ingaggiata delle greche del Pannaxiakos, in Volley League. Rientrata in patria per la Liga de Voleibol Superior Femenino 2022, indossa ancora la casacca delle Criollas de Caguas.
Nell'annata 2022-23 viene ingaggiata dalle egiziane dell'Al-Ahly e poi torna a indossare la maglia delle Criollas de Caguas nella Liga de Voleibol Superior Femenino 2024, conquistando poi un altro titolo nazionale.

### Nazionale
Nel 2010 debutta in nazionale, prendendo parte al World Grand Prix. In seguito si aggiudica la medaglia di bronzo al campionato nordamericano 2015 e quella d'argento alla Coppa panamericana 2016 e al campionato nordamericano 2021. Nel 2022 conquista invece la medaglia di bronzo alla Volleyball Challenger Cup e alla NORCECA Final Six, a cui segue la vittoria dell'oro alla NORCECA Final Four 2024, dove viene premiata come miglior centrale, e l'argento alla Volleyball Challenger Cup 2024.
Nel 2025 mette al collo la medaglia d'oro alla NORCECA Final Four, ripetendosi come miglior centrale del torneo, e quella di bronzo alla Coppa panamericana.

## Palmarès

### Club
- Campionato portoricano: 7

2011, 2014, 2015, 2016, 2019, 2021, 2025

### Nazionale (competizioni minori)
- Coppa panamericana 2016
- Volleyball Challenger Cup 2022
- NORCECA Final Six 2022
- NORCECA Final Four 2024
- Volleyball Challenger Cup 2024
- NORCECA Final Four 2025
- Coppa panamericana 2025

### Premi individuali
- 2013 - Liga de Voleibol Superior Femenino: Rising star
- 2019 - Liga de Voleibol Superior Femenino: Miglior ritorno
- 2024 - NORCECA Final Four: Miglior centrale
- 2025 - NORCECA Final Four: Miglior centrale